# Cecil Green
Pour les articles homonymes, voir Green.
Cecil Green est un pilote automobile d'IndyCar américain, né le 30 septembre 1919 à Dallas (Texas, États-Unis) et mort accidentellement à Winchester le 29 juillet 1951 . Champion en catégorie 'Midget', il a débuté en Indycar en 1950, se classant notamment quatrième lors de sa première participation aux 500 miles d'Indianapolis.